# Единадесета Плевенска въстаническа оперативна зона
Единадесета Плевенска въстаническа оперативна зона е териториална и организационна структура на т. нар. Народоосвободителна въстаническа армия (НОВА) по време на комунистическото съпротивително движение в България през Втората световна война (1941 – 1944).
Единадесета Плевенска въстаническа оперативна зона на НОВА е създадена на 23 юли 1943 г. по време на нелегална разширена среща на плевенските окръжните ръководства на БРП (к) и РМС. Проведена е в местността Киризлика между с. Драгана и с. Катунец. На заседанието присъстват: Борис Копчев, Пело Пеловски, Слави Алексиев, Пеко Таков, Тома Стефанов, Любен Цветанов, Петър Нешев, Дочо Шипков, Стоян Едрев, Йото Курташев, Дочо Христов, Григор Вълев и др. Зоната е разделена на три военнооперативни района: Плевенски, Ловешко-Троянски и Червенобрежки. Щабът издава свой вестник „Народен партизанин“. По указание на Ц.К. на БРП (к) и Главния щаб на НОВА е сформиран щабът на зоната:
- Комендант (командир) на въстаническата зона – Пело Пеловски, Борис Попов (от януари 1944 г.)[6]
- Началник-щаб – Стоян Едрев
- Политкомисар – Пеко Таков, Петко Кунин (от януари 1944 г.)
- Помощник-политкомисар – Любен Цветанов
- Сътрудник на щаба – Дочо Шипков и Петко Патарински

В зоната действат пет партизански отряда и бойни групи:
- Партизански отряд „Христо Кърпачев“
- Партизански отряд „Георги Бенковски“
- Партизански отряд „Дунав“
- Партизански отряд „Васил Левски“
- Партизански отряд „Дядо Вълко“[7]